# ボルナ・バリシッチ
ボルナ・バリシッチ（Borna Barišić、1992年11月10日 - ）は、クロアチア・オシエク出身のサッカー選手。スュペル・リグ・トラブゾンスポル所属。クロアチア代表。ポジションはDF。

## 経歴

### クラブ
2012年、NK BSKビイェロ・ブルドでプロデビュー。2013-14シーズンにユース時代を過ごしたNKオシエクに復帰した。
2015年1月、NKディナモ・ザグレブに5年契約で移籍した。
2016年1月にオシエクへ再度復帰した。
2018年8月7日、レンジャーズFCと4年契約を結んだ。
2024年7月25日、トラブゾンスポルに3年契約で移籍した。

### 代表
2017年1月11日、チリ代表との親善試合でクロアチア代表デビューを果たした。
2022年11月9日、W杯カタール大会に臨むメンバーの1人に選ばれた。

## 代表歴

### 出場大会
- クロアチア代表
  - 2022 FIFAワールドカップ

### 試合数
- 国際Aマッチ 35試合 1得点（2017年-）[6]

| クロアチア代表 | 国際Aマッチ | 国際Aマッチ |
| 年             | 出場        | 得点        |
| -------------- | ----------- | ----------- |
| 2017           | 3           | 0           |
| 2018           | 1           | 0           |
| 2019           | 8           | 1           |
| 2020           | 3           | 0           |
| 2021           | 8           | 0           |
| 2022           | 6           | 0           |
| 2023           | 6           | 0           |
| 通算           | 35          | 1           |

## タイトル
ディナモ・ザグレブ
- プルヴァHNL: 2015-16

レンジャーズ
- スコティッシュ・プレミアシップ: 2020-21
- スコティッシュカップ: 2021-22
- スコティッシュリーグカップ: 2023-24